# Anoplocapros amygdaloides
Anoplocapros amygdaloides är en fiskart som beskrevs av Fraser-brunner 1941. Anoplocapros amygdaloides ingår i släktet Anoplocapros och familjen Aracanidae. Inga underarter finns listade i Catalogue of Life.